# Avery (Kalifornia)
Arnold – jednostka osadnicza w Stanach Zjednoczonych, w stanie Kalifornia, w hrabstwie Calaveras.